# Meddelande

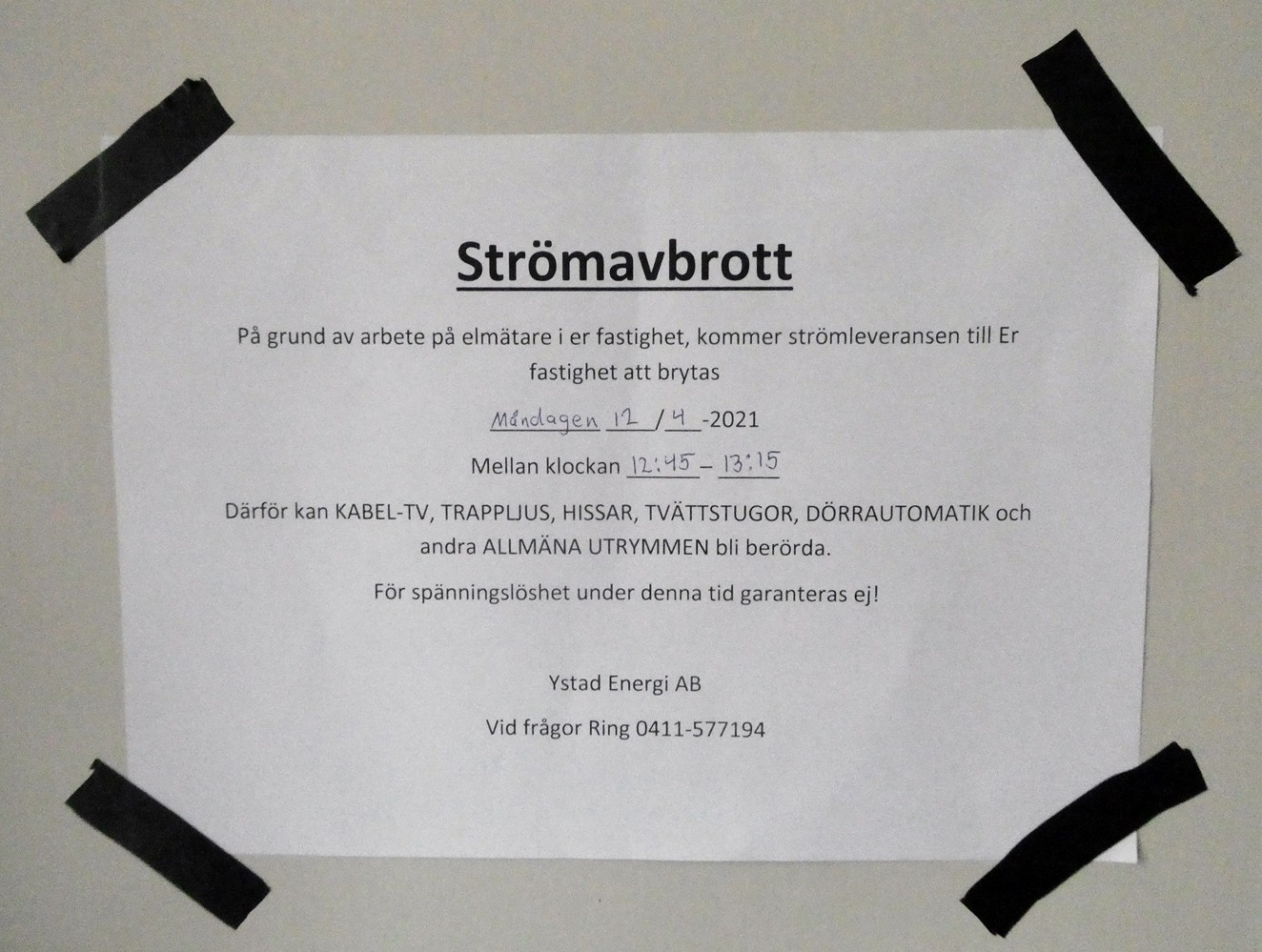
Ett meddelande om elavbrott.

Ett meddelande är en mängd information som delas och överförs i olika former av kommunikation. Informationen är ofta förhållandevis kortfattad.
Meddelandet är avsedd till en eller en grupp av mottagare och kommer från en eller en grupp avsändare. Ett meddelande kan överföras med hjälp av olika meddelelsemedel, till exempel tal, bilder eller skrift. Ett utbyte av meddelanden bildar en konversation. Ordet är bildat av dela och med, och betydde ursprungligen men även i stor utsträckning idag att dela med sig av någon eller något.
Inom mänsklig kommunikation finns det två olika sorts meddelanden, verbala och icke verbala:
- Ett verbalt meddelande innebär ett utbyte av kommunikation med hjälp av ord. Det kan till exempel vara ansikte mot ansikte, telefonsamtal, röstmeddelanden etc.
- Ett icke-verbalt meddelande innebär ett utbyte av kommunikation med hjälp av andra metoder. Det kan till exempel vara kroppsspråk.

Inom teknisk kommunikation finns det också två sorts meddelanden, meddelanden mellan mänskliga användare och meddelanden mellan eller inom program:
- Ett meddelande mellan mänskliga användare (även kallat instant message eller snabbmeddelande) innebär ett utbyte av kommunikation genom skrift som sker i ett program på en dator eller liknande. Exempel på dessa program är e-post, MSN och SMS.
- Ett meddelande mellan eller inom program (även kallat message passaging) innebär att en begränsad plattform, till exempel en hemsida, genom ett meddelande kommunicerar med resten av förläggningen. [3]